# Eucithara edithae
Eucithara edithae é uma espécie de gastrópode do gênero Eucithara, pertencente à família Mangeliidae.